# كيفن دورانت
كيفن وين دورانت (بالإنجليزية: Kevin Wayne Durant)‏ (مواليد 29 سبتمبر 1988) هو لاعب كرة سلة أمريكي محترف، يلعب في فريق فينيكس صنز من الرابطة الوطنية لكرة السلة (NBA). لعب موسمًا واحدًا من كرة السلة الجامعية لفريق تكساس لونغ-هورنز، وتم اختياره ليكون اختيار العام الثاني من قبل سياتل سوبرسونيكس في مسودة الدوري الأمريكي للمحترفين لعام 2007. لعب تسعة مواسم مع الامتياز، الذي أصبح أوكلاهوما سيتي ثاندر في عام 2008، قبل التوقيع مع غولدن ستايت ووريورز في عام 2016، وفاز ببطولات الدوري الأمريكي للمحترفين في عامي 2017 و 2018. بعد تعرضه لإصابة في وتر العرقوب في نهائيات 2019، انضم إلى فريق نتس كلاعب حر في ذلك الصيف. لطالما أطلق على دورانت لقب أفضل لاعب في الدوري الأمريكي للمحترفين، ويُنظر إليه على نطاق واسع على أنه أحد أعظم اللاعبين في كل العصور.
كان دورانت أحد المرشحين في المدرسة الثانوية الذي تم تجنيده بكثافة وكان يُنظر إليه على نطاق واسع على أنه ثاني أفضل لاعب في فصله. في الكلية، فاز بالعديد من جوائز نهاية العام وأصبح أول طالب جديد يفوز بجائزة أفضل لاعب في كلية نايسميث في العام. كمحترف، فقد فاز ببطولتين في الدوري الأمريكي للمحترفين، وجائزة أفضل لاعب في الدوري الأمريكي للمحترفين، وجائزتي أفضل لاعب في النهائيات، وجائزتين لأفضل لاعب في مباراة كل النجوم، وأربع لهداف الدوري الأمريكي للمحترفين، وأربعة لأفضل لاعب صاعد، وجائزة أفضل لاعب في الدوري الأمريكي للمحترفين، تم تسميته تسعة مرات في فريق أول إن بي أي (بما في ذلك ستة فرق أولى)، وتم اختياره 11 مرة في فريق كل نجوم (أول ستار) إن بي أي. في أكتوبر 2021، تم تكريم دورانت كواحد من أعظم لاعبي الدوري في كل العصور من خلال تعيينه في فريق الذكرى 75 للإن بي أي.
في اللعب الدولي كعضو في كرة السلة الأمريكية، فاز دورانت بثلاث ميداليات ذهبية أولمبية (2012، 2016، 2020) وبطولة العالم لكرة السلة لعام 2010.
خارج الملعب، دورانت هو أحد لاعبي كرة السلة الأعلى ربحًا في العالم، ويرجع ذلك جزئيًا إلى صفقات التأييد مع شركات مثل فوت لوكر ونايكي. لقد طور سمعة طيبة في العمل الخيري ويقود الدوري بانتظام في تصويت كل النجوم ومبيعات القمصان. في السنوات الأخيرة، ساهم في ذا بلايرز تريبيون كمصور وكاتب. في عام 2012، غامر بالتمثيل، ظهر في فيلم ثاندرسترك.

## النشأة
ولد دورانت في 29 سبتمبر 1988 في واشنطن العاصمة، والدته واندا (ني دورانت) ووالده وين برات. عندما كان دورانت رضيعًا، هجر والده الأسرة؛ انفصلت واندا ووين في النهاية، وساعدت باربرا ديفيس جدة دورانت في تربيته. في سن 13، عاد والده إلى حياته وسافر معه إلى البلاد لحضور بطولات كرة السلة. دورانت لديه أخت، بريانا، وشقيقان، توني وريفون.
نشأ دورانت وإخوته في مقاطعة برينس جورج، بولاية ماريلاند، على المشارف الشرقية لواشنطن العاصمة. كان طويل القامة بشكل غير عادي منذ صغره، وبلغ طوله 6 قدم 0 (1.83 م) بينما لا يزال في المدرسة الإعدادية (سن 13–14). أثناء نشأته، أراد دورانت اللعب لفريقه المفضل، تورونتو رابتورز، والذي كان يضم لاعبه المفضل، فينس كارتر. لعب كرة السلة لاتحاد الرياضيين الهواة (AAU) لعدة فرق في منطقة ماريلاند وكان زميلاً مع لاعبي الدوري الأمريكي للمحترفين في المستقبل مايكل بيسلي، جريفيس فاسكيز، تاي لوسون، أولهم لا يزال دورانت صديقًا له حتى يومنا هذا. خلال هذا الوقت، بدأ يرتدي رقم 35 كرقم قميصه تكريما لمدربه في اتحاد الرياضيين الهواة، تشارلز كريج، الذي قُتل في سن 35.

## الملف الشخصي للاعب

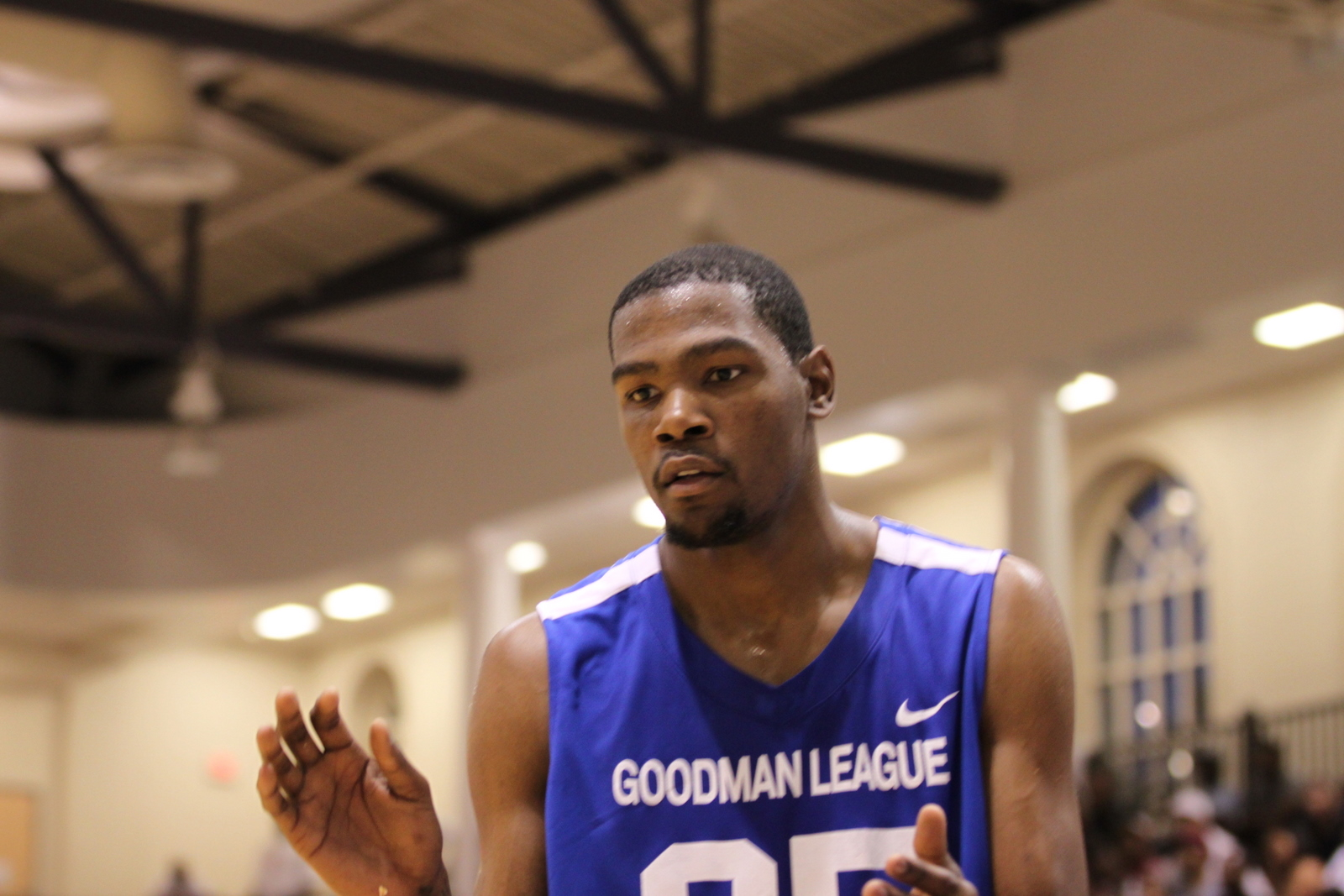
دورانت يلعب في مباراة بين دوري درو ودوري غودمان في أغسطس 2011

يبلغ ارتفاع دورانت رسميًا 6 قدم 10 (2.08 م) وموقعه الأساسي صغير للأمام. في ديسمبر 2016، صرح دورانت أن ارتفاعه في الأحذية كان في الواقع 7 قدم 0 في (2.13 م) وأنه قلل من ارتفاعه لكي يتم إدراجه على أنه مهاجم صغير، وليس كقوة للأمام. يبلغ متوسط مسيرته 27.0 نقطة و 7.1 ريباوند و 4.1 تمريرات حاسمة في المباراة الواحدة. يُنظر إليه على نطاق واسع على أنه أحد أفضل اللاعبين في جيله، وقد حصل دورانت على تكريم إن بي أي تسع مرات (2009–2014، 2016–2019) وتم التصويت له كأفضل لاعب جديد في العام في موسم ظهوره الأول. وقد فاز أيضًا بجائزة اللاعب الأكثر قيمة وحصل على المركز الثاني في التصويت ثلاث مرات، وهو اتجاه أعرب عن إحباطه تجاهه.
اشتهر دورانت بقدرته الهائلة على التهديف. من عام 2010 إلى 2014، فاز بأربعة ألقاب للتسجيل، وأصبح واحدًا من لاعبين اثنين فقط فازا بأربعة ألقاب في فترة خمس سنوات. في بداية مسيرته، كان أسلوب لعبه مدفوعًا بالعزلة، لكنه سرعان ما تطور إلى لاعب ممتاز خارج الكرة كان قادرًا على التسجيل من الخارج أيضًا. بحلول عام 2013، كان يصور مقطعًا رائعًا تاريخيًا، مما ساعده في أن يصبح واحدًا من تسعة أعضاء فقط في النادي 50–40–90. ساعدت هذه القدرة على التأثير على الهجوم بطرق متنوعة دورانت في الحفاظ على فعاليته وتحسين هجوم النخبة بالفعل عند الانضمام إلى ووريورز في عام 2016. طوال مسيرته، طوله و 7 قدم 4 في (2.24 م) تسبب جناحيها في مشاكل تطابق الدفاعات لأنه قادر على الحصول على تسديدة قفز نظيفة بغض النظر عن الموقف. عندما يضرب رجله أو يكتسب الزخم، يصبح أيضًا صانعًا قويًا على الحافة؛ على سبيل المثال، قام بتحويل 72.2٪ من الرميات في المفتاح (المنطقة القريبة من الشبكة) في عام 2012.
في وقت مبكر من مسيرة دورانت المهنية، تعرض لانتقادات بسبب بنيته النحيلة ودفاعه وتمريره. بمرور الوقت، نما كصانع ألعاب، وزاد عدد تمريراته كل عام من 2010 إلى 2014، الرغم من أن رؤيته العامة لا تزال متخلفة عن أفضل الممررين في الدوري. أظهر أيضًا تحسنًا دفاعيًا، حيث بلغ متوسط الخصوم 0.62 نقطة فقط لكل مباراة ضده في 2014، وهو أفضل معدل نجاح للاعبين الدفاعيين الذين واجهوا ما لا يقل عن 100 عزلة في ذلك الموسم. عندما ذهب إلى غولدن ستيت، تطور إلى مدافع أكثر موثوقية خارج الكرة وحامي حافة، وفي عام 2018 تم اختياره لجائزة إن بي أي مدافع السنة.

## حياة شخصية

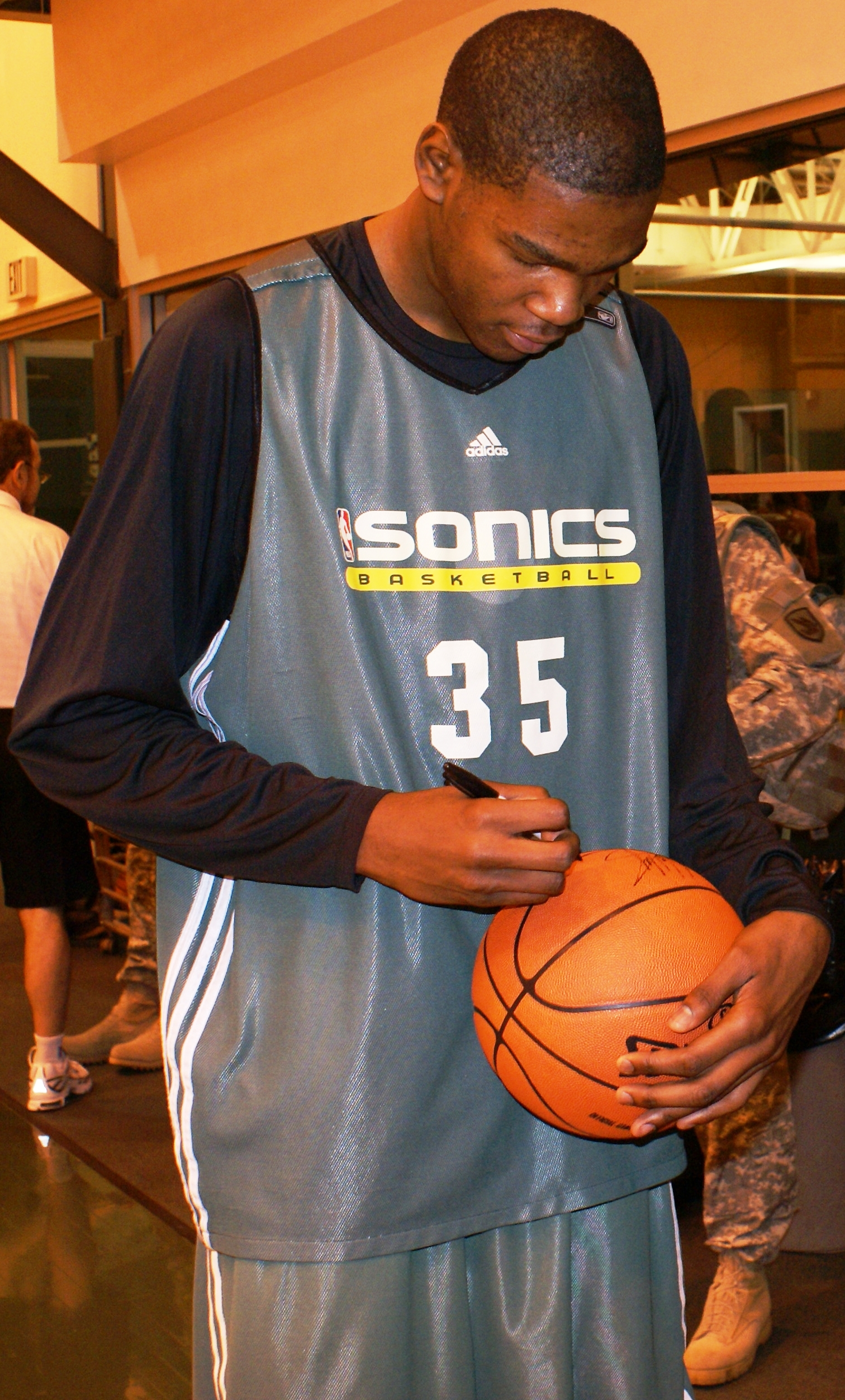
دورانت يوقع توقيعه في منشأة تدريب سوبر سونيك في يناير 2008.

دورانت قريب جدًا من والدته، واندا، وهي علاقة تم تفصيلها في فيلم لايف تايم ذا ريل إم في بي: قصة واندا برات (The Real MVP: The Wanda Pratt Story). خلال الفترة التي قضاها مع ثاندر، وصف دورانت نفسه بأنه «طفل في المدرسة الثانوية» يستمتع بلعب ألعاب الفيديو في أوقات فراغه. دورانت مسيحي، ولديه وشم ديني على بطنه، معصمه، وظهره. يمتلك العديد من العقارات في منطقة أوكلاهوما سيتي وأدرج مسكنه الرئيسي، الواقع في حي كلوب فيلا الراقي، للبيع مقابل 1.95 مليون دولار في عام 2013. في نفس العام، افتتح مطعمًا، كاي ديز ساوثرن كوزاين (KD's Southern Cuisine)، في حي بريكتاون، وأصبح مخطوبًا لفترة وجيزة مع مونيكا رايت، لاعبة إن بي أي النسائية. في عام 2016، كان مصورًا معتمدًا لـ ذا بلايرز تريبيون في سوبر بول 50.
تم تمثيل دورانت سابقًا من قبل الوكلاء آرون جودوين وروب بيلينكا. غادر بيلينكا في عام 2013 ووقع عقدًا مع مجموعة روك نايشن (Roc Nation)، برئاسة جاي زي. دورانت لديه صفقات تأييد مع نايكي، سبرينت، غاتوريد، بانيني، جنرال إلكتريك، و2كاي سبورت. في عام 2012، جرب التمثيل، حيث ظهر في فيلم الأطفال ثاندرسترك. في عام 2013، حصل على 35 مليون دولار، مما جعله رابع أكثر اللاعبين أجرًا في ذلك العام. في مقابلة مع سبورتس إلوستريتيد، زعم دورانت أنه على الرغم من إمكانات أرباحه العالية، فإن «التسويق العالمي وكل هذه الأشياء» لا تهمه.
يُعد قميص دورانت أحد أشهر القمصان في الدوري، ويصنف بانتظام كأحد أفضل القمصان مبيعًا في الدوري الأمريكي للمحترفين وهو دائمًا أحد أفضل الحاصلين على تصويت كل النجوم. في وقت مبكر من حياته المهنية، طور سمعة طيبة لسلوكه اللطيف. في عام 2013، أصدرت فوت لوكر سلسلة من الإعلانات التجارية وصفته بأنه «ألطف رجل في الدوري الأمريكي للمحترفين»، وأصبح شخصية محبوبة في أوكلاهوما سيتي، والمعروف بـ «مغامراته اللطيفة» تجاه موظفي ثاندر. في عام 2014، دخل في شراكة مع كايند سناكس (KIND snacks) وأطلق موقع StrongAndKind.com لإظهار أن «كونك طيبًا ليس علامة ضعف». منذ انضمامه إلى ووريورز، أصبح أكثر صراحة وإثارة للجدل؛ على سبيل المثال، شارك في تويتر ذهابًا وإيابًا مع سي جاي مالكوم في يوليو 2018. اعترف دورانت بأنه يشعر بمزيد من الصدق في غولدن ستايت على عكس أوكلاهوما سيتي، حيث كان «يحاول فقط إرضاء الجميع».
طوال حياته المهنية، شارك دورانت في القضايا الخيرية. في عام 2013، تعهد بمبلغ مليون دولار للصليب الأحمر الأمريكي لضحايا إعصار مور عام 2013. ألهم كرمه ثاندر ونايكي لمضاهاة تبرعه. وهو أيضًا المتحدث باسم فرع واشنطن دي سي من تسجيلات بيتونز (P'Tones Records)، وهو برنامج موسيقى ما بعد المدرسة غير هادف للربح على مستوى البلاد.

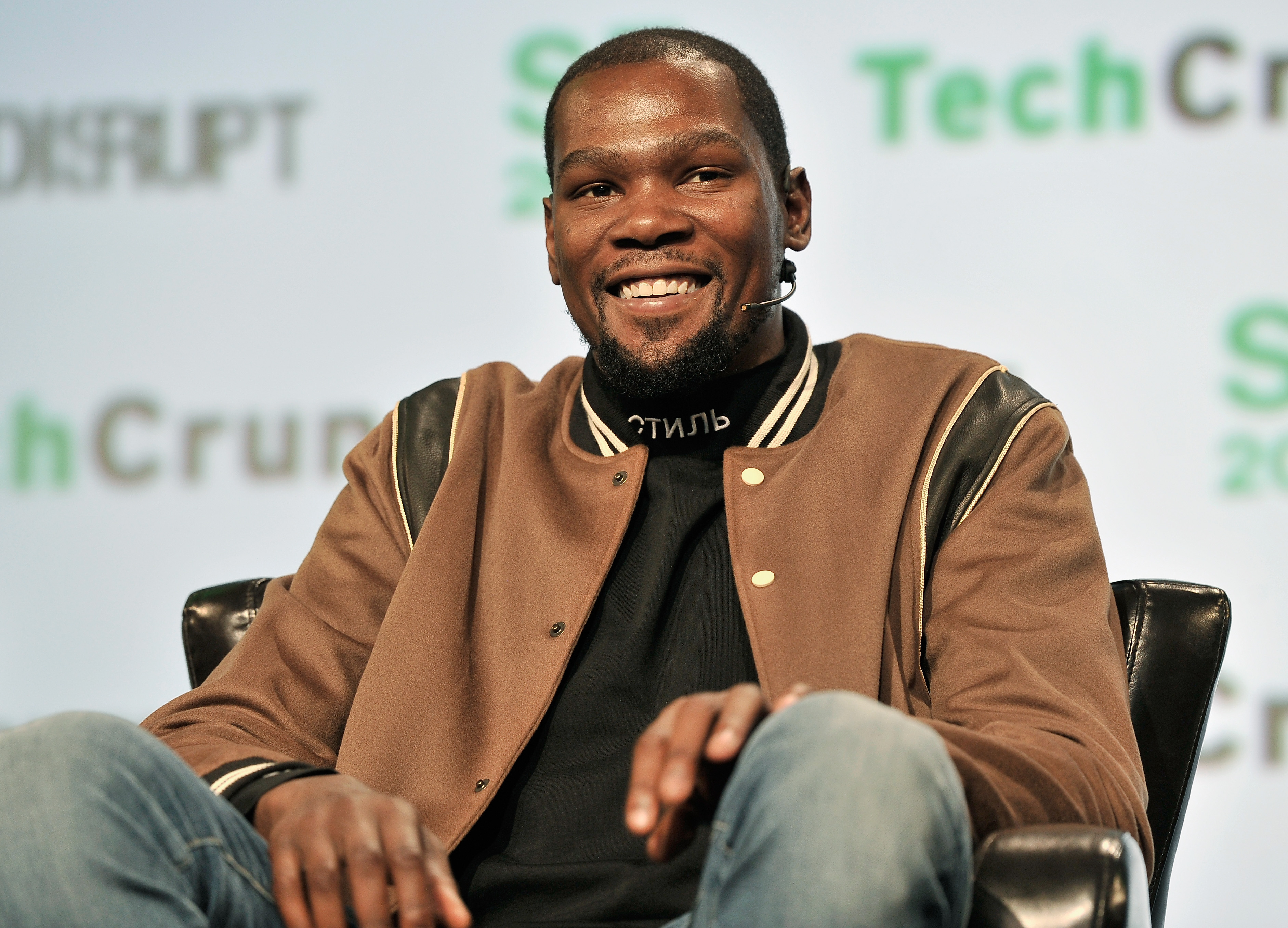
دورانت يتحدث في تِك كرانش في سان فرانسيسكو عام 2017

في عام 2017، انخرط دورانت في يوتيوب. في فبراير، زار المقر الرئيسي لموقع يوتيوب للمشاركة في التحدث. في 7 أبريل 2017، أنشأ حسابًا على يوتيوب وسرعان ما بدأ في تحميل مدونات فيديو البث المباشر عليه. في مدونته الأولى، أوضح بالتفصيل، «أنا متحمس جدًا لأنني تركت وسائل التواصل الاجتماعي. لقد خرجت من إنستغرام وتويتر وكل هذه الأشياء، فقط لأبعد نفسي قليلاً. لكن شخصًا ما دفعني للدخول إلى موقع يوتيوب.» اعتبارًا من يونيو 2020، تلقت قناة دورانت على يوتيوب أكثر من 790 ألف مشترك و 38 مليون مشاهدة فيديو. في 13 فبراير 2018، أفاد موقع ديدلاين هوليوود أن دورانت، بالشراكة مع تلفزيون إيماجين التابعة للمنتج بريان جرازر، صينع دراما مكتوبة تحت عنوان كرة السلة لشركة آبل.
تم إدراج دورانت في قائمة مجلة تايم لأكثر 100 شخصية مؤثرة لعام 2018.
في 15 يونيو 2020، أصبح دورانت مالكًا للأقلية في فيلادلفيا يونيون من الدوري الأمريكي لقرة القدم، واستحوذ على حصة 5% مع إمكانية إضافة 5% أخرى في المستقبل القريب.
في 22 ديسمبر 2021، وقع صفقة مع كوينبيس (Coinbase) للعمل كسفير للعلامة التجارية.

## إحصائيات المهنة
مصدر:

### الدوري الأمريكي للمحترفين

#### موسم عادي
| السنة    | الفريق               | لعب | بدأ | دقيقة | ميداني% | ثلاثية | حرة   | ارتداد | صنع | استلاب | تصدي | نقطة  |
| -------- | -------------------- | --- | --- | ----- | ------- | ------ | ----- | ------ | --- | ------ | ---- | ----- |
| 2007–08  | سياتل [الإنجليزية]   | 80  | 80  | 34.6  | .430    | .288   | .873  | 4.4    | 2.4 | 1.0    | .9   | 20.3  |
| 2008–09  | أوكلاهوما سيتي ثاندر | 74  | 74  | 39.0  | .476    | .422   | .863  | 6.5    | 2.8 | 1.3    | .7   | 25.3  |
| 2009–10  | أوكلاهوما سيتي ثاندر | 82* | 82* | 39.5  | .476    | .365   | .900  | 7.6    | 2.8 | 1.4    | 1.0  | 30.1* |
| 2010–11  | أوكلاهوما سيتي ثاندر | 78  | 78  | 38.9  | .462    | .350   | .880  | 6.8    | 2.7 | 1.1    | 1.0  | 27.7* |
| 2011–12  | أوكلاهوما سيتي ثاندر | 66* | 66* | 38.6  | .496    | .387   | .860  | 8.0    | 3.5 | 1.3    | 1.2  | 28.0* |
| 2012–13  | أوكلاهوما سيتي ثاندر | 81  | 81  | 38.5  | .510    | .416   | .905* | 7.9    | 4.6 | 1.4    | 1.3  | 28.1  |
| 2013–14  | أوكلاهوما سيتي ثاندر | 81  | 81  | 38.5  | .503    | .391   | .873  | 7.4    | 5.5 | 1.3    | .7   | 32.0* |
| 2014–15  | أوكلاهوما سيتي ثاندر | 27  | 27  | 33.8  | .510    | .403   | .854  | 6.6    | 4.1 | .9     | .9   | 25.4  |
| 2015–16  | أوكلاهوما سيتي ثاندر | 72  | 72  | 35.8  | .505    | .388   | .898  | 8.2    | 5.0 | 1.0    | 1.2  | 28.2  |
| 2016–17  | غولدن ستايت ووريورز  | 62  | 62  | 33.4  | .537    | .375   | .875  | 8.3    | 4.9 | 1.1    | 1.6  | 25.1  |
| 2017–18  | غولدن ستايت ووريورز  | 68  | 68  | 34.2  | .516    | .419   | .889  | 6.8    | 5.4 | .7     | 1.8  | 26.4  |
| 2018–19  | غولدن ستايت ووريورز  | 78  | 78  | 34.6  | .521    | .353   | .885  | 6.4    | 5.9 | .7     | 1.1  | 26.0  |
| 2020–21  | بروكلين نتس          | 35  | 32  | 33.1  | .537    | .450   | .882  | 7.1    | 5.6 | .7     | 1.3  | 26.9  |
| مسيرة    | مسيرة                | 884 | 881 | 36.7  | .494    | .384   | .883  | 7.1    | 4.2 | 1.1    | 1.1  | 27.0  |
| أول-ستار | أول-ستار             | 10  | 8   | 26.9  | .536    | .349   | .897  | 6.2    | 3.7 | 1.7    | .5   | 25.0  |

#### تصفيات
| السنة | الفريق               | لعب | بدأ | دقيقة | ميداني% | ثلاثية | حرة  | ارتداد | صنع | استلاب | تصدي | نقطة |
| ----- | -------------------- | --- | --- | ----- | ------- | ------ | ---- | ------ | --- | ------ | ---- | ---- |
| 2010 ‏ | أوكلاهوما سيتي ثاندر | 6   | 6   | 38.5  | .350    | .286   | .871 | 7.7    | 2.3 | .5     | 1.3  | 25.0 |
| 2011 ‏ | أوكلاهوما سيتي ثاندر | 17  | 17  | 42.5  | .449    | .339   | .838 | 8.2    | 2.8 | .9     | 1.1  | 28.6 |
| 2012 ‏ | أوكلاهوما سيتي ثاندر | 20  | 20  | 41.9  | .517    | .373   | .864 | 7.4    | 3.7 | 1.5    | 1.2  | 28.5 |
| 2013 ‏ | أوكلاهوما سيتي ثاندر | 11  | 11  | 44.1  | .455    | .314   | .830 | 9.0    | 6.3 | 1.3    | 1.1  | 30.8 |
| 2014 ‏ | أوكلاهوما سيتي ثاندر | 19  | 19  | 42.9  | .460    | .344   | .810 | 8.9    | 3.9 | 1.0    | 1.3  | 29.6 |
| 2016 ‏ | أوكلاهوما سيتي ثاندر | 18  | 18  | 40.3  | .430    | .282   | .890 | 7.1    | 3.3 | 1.0    | 1.0  | 28.4 |
| 2017 ‏ | غولدن ستايت ووريورز  | 15  | 15  | 35.5  | .556    | .442   | .893 | 8.0    | 4.3 | .8     | 1.3  | 28.5 |
| 2018 ‏ | غولدن ستايت ووريورز  | 21  | 21  | 38.4  | .487    | .341   | .901 | 7.8    | 4.7 | .7     | 1.2  | 29.0 |
| 2019 ‏ | غولدن ستايت ووريورز  | 12  | 12  | 36.8  | .514    | .438   | .903 | 4.9    | 4.5 | 1.1    | 1.0  | 32.3 |
| 2021  | بروكلين نتس          | 12  | 12  | 40.4  | .514    | .402   | .871 | 9.3    | 4.4 | 1.5    | 1.6  | 34.3 |
| مسيرة | مسيرة                | 151 | 151 | 40.3  | .478    | .357   | .865 | 7.8    | 4.0 | 1.0    | 1.2  | 29.5 |

### كلية
| السنة                | الفريق | لعب | بدأ | دقيقة | ميداني% | ثلاثية | حرة  | ارتداد | صنع | استلاب | تصدي | نقطة |
| -------------------- | ------ | --- | --- | ----- | ------- | ------ | ---- | ------ | --- | ------ | ---- | ---- |
| 2006–07 [الإنجليزية] | تكساس  | 35  | 35  | 35.9  | .473    | .404   | .816 | 11.1   | 1.3 | 1.9    | 1.9  | 25.8 |

## جوائز وتكريمات

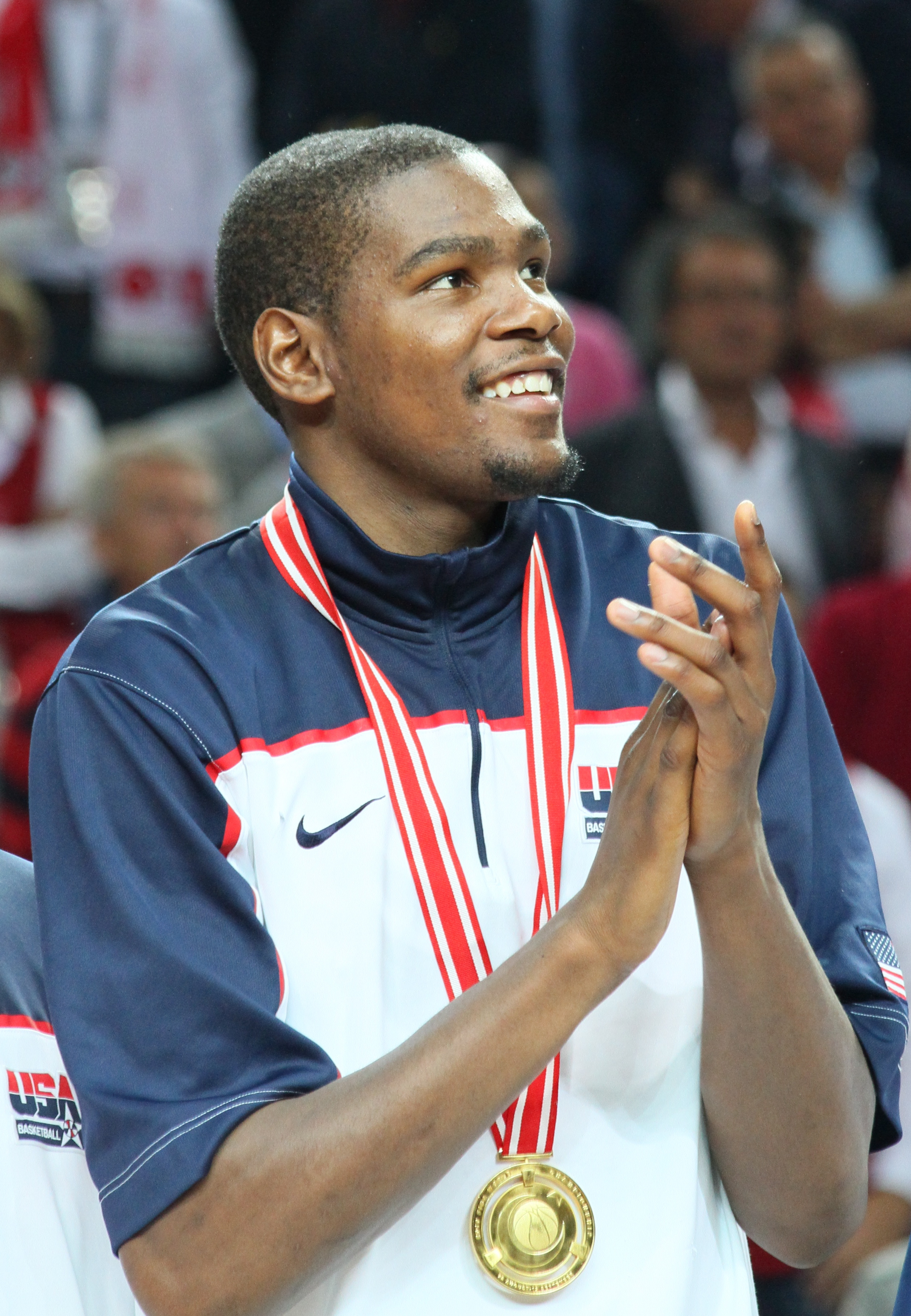
دورانت بميداليته الذهبية في بطولة العالم لكرة السلة 2010 في تركيا

الدوري الأمريكي للمحترفين
مقتبس من صفحة كيفن دورانت في موقع باسكت بال ريفرنس (Basketball Reference) ما لم يُذكر خلاف ذلك.
- 2 × بطل الدوري الأمريكي للمحترفين: 2017 و 2018
- 2 × نهائيات الدوري الأمريكي للمحترفين، اللاعب الأكثر قيمة: 2017، 2018
- أفضل لاعب في الدوري الأمريكي للمحترفين: 2014
- 11 × إن بي أي أول ستار: 2010–2019 2021
- 6 × فريق أول إن بي أي الأول: 2010–2014، 2018
- 3 × فريق أول إن بي أي الثاني: 2016، 2017، 2019
- 4 × بطل الدوري الأمريكي للمحترفين: 2010–2012، 2014
- 2 × إن بي أي أول ستار إم في بي: 2012، 2019
- إن بي أي صاعد السنة: 2008
- فريق مبتدئين إن بي أي الأول: 2008
- إن بي أي تحدي المبتدئ إم في بي: 2009

منتخب الولايات المتحدة الأمريكية
مقتبس من صفحة كيفن دورانت في كرة السلة الولايات المتحدة الأمريكية ما لم يذكر خلاف ذلك.
- 3 × ميدالية ذهبية أولمبية: 2012، 2016، 2020
- اللاعب الأكثر قيمة في الأولمبياد: 2020
- الحاصل على الميدالية الذهبية في كأس العالم لكرة السلة: 2010
- أفضل لاعب في كأس العالم فيبا: 2010

الرابطة الوطنية لرياضة الجامعات
- أفضل لاعب في كلية نايسميث: 2007[74]
- إن أي بي سي القسم الأول لاعب العام: 2007[75]
- كأس أوسكار روبرتسون: 2007[76]
- كأس أدولف روب: 2007[77]
- جائزة جون ر. وودن: 2007[78]
- أفضل 12 لاعب في العام: 2007
- يو إس بي دبيلو أي طالب وطنية للعام: 2007
- رقم القميص (35) في تكساس

إعلام
- أي بي لاعب السنة: 2007 [79]
- فريق أي بي أول أميركا الأول: 2007[80]
- الفائز مرتين بجائزة إي إس بي واي:
  - 2014 أفضل لاعب في الدوري الأمريكي للمحترفين
  - الفريق المتميز لعام 2017 (كعضو في غولدن ستايت ووريورز)

## روابط خارجية
- كيفن دورانت على موقع IMDb (الإنجليزية)
- كيفن دورانت على موقع الموسوعة البريطانية (الإنجليزية)
- كيفن دورانت على موقع ميوزك برينز (الإنجليزية)
- كيفن دورانت على موقع إن إن دي بي (الإنجليزية)
- كيفن دورانت على موقع قاعدة بيانات الفيلم (الإنجليزية)
- كيفن دورانت على موقع الاتحاد الدولي لكرة السلة (الإنجليزية)
- كيفن دورانت على موقع إن بي أي (الإنجليزية)
- كيفن دورانت على موقع سبورتس رفرنس (الإنجليزية)
- كيفن دورانت على موقع كرة السلة الأوروبية.كوم (الإنجليزية)
- كيفن دورانت على موقع DraftExpress.com (الإنجليزية)
- كيفن دورانت على موقع إي إس بي إن.كوم (الإنجليزية)
- كيفن دورانت على موقع كلية كرة السلة في سبورتس رفرنس.كوم (الإنجليزية)
- كيفن دورانت على موقع ريلجم (الإنجليزية)
- كيفن دورانت على موقع بروبوليرز (الإنجليزية)
- كيفن دورانت على موقع سبورتس رفرنس (الإنجليزية)